# 2015-ös CONCACAF-aranykupa
A 2015-ös CONCACAF-aranykupa az észak- és közép-amerikai, valamint a Karib-térség labdarúgó-válogatottjainak kiírt 13. tornája volt, melyet július 7. és 26. között rendeztek. Az esemény házigazdája az Egyesült Államok volt.
A tornán 12 nemzet válogatottja vett részt. A címvédő az amerikai labdarúgó-válogatott volt. A győztes a 2013-as torna győztesével mérkőzik meg a 2017-es konföderációs kupa részvételi jogáért.

## Részt vevő csapatok
| Csapat                                                                       | Kvalifikáció        | Részvételek száma   |
| Észak-amerikai zóna                                                          | Észak-amerikai zóna | Észak-amerikai zóna |
| ---------------------------------------------------------------------------- | ------------------- | ------------------- |
| Egyesült Államok                                                             | Automatikus         | 13                  |
| Mexikó                                                                       | Automatikus         | 13                  |
| Kanada                                                                       | Automatikus         | 12                  |
| Karibi zóna selejtezője a 2014-es karibi kupa                                |                     |                     |
| Jamaica                                                                      | Győztes             | 9                   |
| Trinidad és Tobago                                                           | Második             | 9                   |
| Haiti                                                                        | Harmadik            | 6                   |
| Kuba                                                                         | Negyedik            | 8                   |
| Közép-amerikai zóna selejtezője a 2014-es Copa Centroamericana               |                     |                     |
| Costa Rica                                                                   | Győztes             | 12                  |
| Guatemala                                                                    | Második             | 10                  |
| Panama                                                                       | Harmadik            | 7                   |
| Salvador                                                                     | Negyedik            | 9                   |
| A Karibi zóna és a Közép-amerikai zóna ötödik helyezettjeinek pótselejtezője |                     |                     |
| Honduras                                                                     | Pótselejtező        | 12                  |

## Csoportkör

### A csoport
| Csapat           | M | Gy | D | V | G+ | G– | Gk | P |
| ---------------- | - | -- | - | - | -- | -- | -- | - |
| Egyesült Államok | 3 | 2  | 1 | 0 | 4  | 2  | +2 | 7 |
| Haiti            | 3 | 1  | 1 | 1 | 2  | 2  | 0  | 4 |
| Panama           | 3 | 0  | 3 | 0 | 3  | 3  | 0  | 3 |
| Honduras         | 3 | 0  | 1 | 2 | 2  | 4  | –2 | 1 |

| 2015. július 7. 19:00 (1:00) |

| Panama       | 1–1               | Haiti     |
| ------------ | ----------------- | --------- |
| Quintero 55' | (0–0) Jegyzőkönyv | Nazon 85' |

| Toyota Stadion, Frisco Nézőszám: 22 357 Játékvezető: Henry Bejarano (Costa Rica-i) |

| 2015. július 7. 21:30 (3:30) |

| Egyesült Államok | 2–1               | Honduras   |
| ---------------- | ----------------- | ---------- |
| Dempsey 25' 64'  | (1–0) Jegyzőkönyv | Discua 68' |

| Toyota Stadion, Frisco Nézőszám: 22 357 Játékvezető: César Arturo Ramos (mexikói) |

| 2015. július 10. 18:00 (1:00) |

| Honduras  | 1–1               | Panama     |
| --------- | ----------------- | ---------- |
| Najar 81' | (0–1) Jegyzőkönyv | Tejada 21' |

| Gillette Stadion, Foxborough Nézőszám: 46 720 Játékvezető: Marlon Mejia (salvadori) |

| 2015. július 10. 20:30 (3:30) |

| Egyesült Államok | 1–0               | Haiti |
| ---------------- | ----------------- | ----- |
| Dempsey 47'      | (0–0) Jegyzőkönyv |       |

| Gillette Stadion, Foxborough Nézőszám: 46 720 Játékvezető: Ricardo Montero (Costa Rica-i) |

| 2015. július 13. 19:00 (1:00) |

| Haiti     | 1–0               | Honduras |
| --------- | ----------------- | -------- |
| Nazon 13' | (1–0) Jegyzőkönyv |          |

| Sporting Park, Kansas City Nézőszám: 18 467 Játékvezető: Joel Aguilar (salvadori) |

| 2015. július 13. 21:30 (3:30) |

| Panama    | 1–1               | Egyesült Államok |
| --------- | ----------------- | ---------------- |
| Pérez 34' | (1–0) Jegyzőkönyv | Bradley 55'      |

| Sporting Park, Kansas City Nézőszám: 18 467 Játékvezető: Roberto García Orozco (mexikói) |

### B csoport
| Csapat     | M | Gy | D | V | G+ | G– | Gk | P |
| ---------- | - | -- | - | - | -- | -- | -- | - |
| Jamaica    | 3 | 2  | 1 | 0 | 4  | 2  | +2 | 7 |
| Costa Rica | 3 | 0  | 3 | 0 | 3  | 3  | 0  | 3 |
| Salvador   | 3 | 0  | 2 | 1 | 1  | 2  | –1 | 2 |
| Kanada     | 3 | 0  | 2 | 1 | 0  | 1  | –1 | 2 |

| 2015. július 11. 18:30 |

| Jamaica      | 1–0               | Kanada |
| ------------ | ----------------- | ------ |
| Austin 90+2' | (0–0) Jegyzőkönyv |        |

| BBVA Compass Stadion, Houston Nézőszám: 22 017 Játékvezető: Yadel Martinez (kubai) |

| 2015. július 11. 21:00 |

| Costa Rica | 1–1               | Salvador    |
| ---------- | ----------------- | ----------- |
| Ruiz 60'   | (0–0) Jegyzőkönyv | Corea 90+1' |

| BBVA Compass Stadion, Houston Nézőszám: 22 017 Játékvezető: Jair Marrufo (amerikai) |

| 2015. július 14. 18:00 |

| Jamaica                   | 1–0               | Salvador |
| ------------------------- | ----------------- | -------- |
| McCleary 71' Mattocks 80′ | (0–0) Jegyzőkönyv |          |

| BMO Field, Toronto Nézőszám: 16 674 Játékvezető: Walter López (guatemalai) |

| 2015. július 14. 20:30 |

| Kanada | 0–0         | Costa Rica |
| ------ | ----------- | ---------- |
|        | Jegyzőkönyv |            |

| BMO Field, Toronto Nézőszám: 16 674 Játékvezető: Héctor Rodríguez (hondurasi) |

### C csoport
| Csapat             | M | Gy | D | V | G+ | G– | Gk | P |
| ------------------ | - | -- | - | - | -- | -- | -- | - |
| Trinidad és Tobago | 3 | 2  | 1 | 0 | 9  | 5  | +4 | 7 |
| Mexikó             | 3 | 1  | 2 | 0 | 10 | 4  | +6 | 5 |
| Kuba               | 3 | 1  | 0 | 2 | 1  | 8  | –7 | 3 |
| Guatemala          | 3 | 0  | 1 | 2 | 1  | 4  | –3 | 1 |

| 2015. július 9. 19:00 (1:00) |

| Trinidad és Tobago            | 3–1               | Guatemala |
| ----------------------------- | ----------------- | --------- |
| Bateau 11' Cato 14' Jones 25' | (3–0) Jegyzőkönyv | Ruiz 62'  |

| Soldier Field, Chicago Nézőszám: 54 126 Játékvezető: Jhon Pitti (panamai) |

| 2015. július 9. 21:30 (3:30) |

| Mexikó                                                      | 6–0               | Kuba |
| ----------------------------------------------------------- | ----------------- | ---- |
| Peralta 17' 37' 62' Vela 22' Guardado 44' G. dos Santos 75' | (4–0) Jegyzőkönyv |      |

| Soldier Field, Chicago Nézőszám: 54 126 Játékvezető: Wálter Quesada (Costa Rica-i) |

| 2015. július 12. 18:30 |

| Trinidad és Tobago     | 2–0               | Kuba |
| ---------------------- | ----------------- | ---- |
| Bateau 17' Boucaud 42' | (2–0) Jegyzőkönyv |      |

| University of Phoenix Stadion, Glendale Nézőszám: 62 910 Játékvezető: David Gantar (kanadai) |

| 2015. július 12. 21:00 |

| Guatemala | 0–0         | Mexikó |
| --------- | ----------- | ------ |
|           | Jegyzőkönyv |        |

| University of Phoenix Stadion, Glendale Nézőszám: 62 910 Játékvezető: Armando Castro (hondurasi) |

| 2015. július 15. 18:00 |

| Kuba      | 1–0               | Guatemala |
| --------- | ----------------- | --------- |
| Reyes 71' | (0–0) Jegyzőkönyv |           |

| Bank of America Stadion, Charlotte (Észak-Karolina) Nézőszám: 55 823 Játékvezető: Elmer Bonilla (salvadori) |

| 2015. július 15. 20:30 |

| Mexikó                                                 | 4–4               | Trinidad és Tobago                           |
| ------------------------------------------------------ | ----------------- | -------------------------------------------- |
| Aguilar 32' Vela 51' Guardado 88' K. Jones 90' (öngól) | (1–0) Jegyzőkönyv | Cummings 55' 67' K. Jones 58' Marshall 90+3' |

| Bank of America Stadion, Charlotte (Észak-Karolina) Nézőszám: 55 823 Játékvezető: Mark Geiger (amerikai) |

### Harmadik helyezett csapatok sorrendje
Sorrend meghatározása
A versenyszabályzat alapján, a harmadik helyezettek sorrendjét az alábbiak alapján kell meghatározni:
1. az összes mérkőzésen szerzett több pont
2. az összes mérkőzésen elért jobb gólkülönbség
3. az összes mérkőzésen szerzett több gól
4. sorsolás

| Csoport | Csapat   | M | Gy | D | V | G+ | G– | Gk | P |
| ------- | -------- | - | -- | - | - | -- | -- | -- | - |
| A       | Panama   | 3 | 0  | 3 | 0 | 3  | 3  | 0  | 3 |
| C       | Kuba     | 3 | 1  | 0 | 2 | 1  | 8  | –7 | 3 |
| B       | Salvador | 3 | 0  | 2 | 1 | 1  | 2  | –1 | 2 |

## Egyenes kieséses szakasz
|  |              |                    |              |            |   |                  |                  |                  |                  |               |               |       |       |
|  | Negyeddöntők | Negyeddöntők       | Negyeddöntők |            |   | Elődöntők        | Elődöntők        | Elődöntők        |                  |               | Döntő         | Döntő | Döntő |
|  | Negyeddöntők | Negyeddöntők       | Negyeddöntők |            |   | Elődöntők        | Elődöntők        | Elődöntők        |                  |               | Döntő         | Döntő | Döntő |
|  | július 18.   |                    |              |            |   |                  |                  |                  |                  |               |               |       |       |
|  |              |                    |              |            |   |                  |                  |                  |                  |               |               |       |       |
|  | A1           | Egyesült Államok   | 6            |            |   |                  |                  |                  |                  |               |               |       |       |
|  | A1           | Egyesült Államok   | 6            | július 22. |   |                  |                  |                  |                  |               |               |       |       |
|  | BC3          | Kuba               | 0            |            |   |                  |                  |                  |                  |               |               |       |       |
|  | BC3          | Kuba               | 0            |            |   | Egyesült Államok | Egyesült Államok | 1                |                  |               |               |       |       |
|  | július 18.   |                    |              |            |   | Egyesült Államok | Egyesült Államok | 1                |                  |               |               |       |       |
|  |              |                    | Jamaica      | Jamaica    | 2 |                  |                  |                  |                  |               |               |       |       |
|  | A2           | Haiti              | Jamaica      | Jamaica    | 2 | 0                |                  |                  |                  |               |               |       |       |
|  | A2           | Haiti              |              |            |   | 0                | július 26.       |                  |                  |               |               |       |       |
|  | B1           | Jamaica            | 1            |            |   |                  |                  |                  |                  |               |               |       |       |
|  | B1           | Jamaica            | 1            |            |   | Jamaica          | Jamaica          | 1                |                  |               |               |       |       |
|  | július 19.   |                    |              |            |   | Jamaica          | Jamaica          | 1                |                  |               |               |       |       |
|  |              |                    | Mexikó       | Mexikó     | 3 |                  |                  |                  |                  |               |               |       |       |
|  | C1           | Trinidad és Tobago | Mexikó       | Mexikó     | 3 | 1 (5)            |                  |                  |                  |               |               |       |       |
|  | C1           | Trinidad és Tobago | július 22.   |            |   | 1 (5)            |                  |                  |                  |               |               |       |       |
|  | AB3          | Panama             | 1 (6)        |            |   |                  |                  |                  |                  |               |               |       |       |
|  | AB3          | Panama             | 1 (6)        |            |   | Panama           | Panama           | 1                | Bronzmérkőzés    | Bronzmérkőzés | Bronzmérkőzés |       |       |
|  | július 19.   |                    |              |            |   | Panama           | Panama           | 1                | Bronzmérkőzés    | Bronzmérkőzés | Bronzmérkőzés |       |       |
|  |              |                    | Mexikó       | Mexikó     | 2 |                  |                  | július 25.       | július 25.       | július 25.    |               |       |       |
|  | C2           | Mexikó             | Mexikó       | Mexikó     | 2 | 1                |                  | július 25.       | július 25.       | július 25.    |               |       |       |
|  | C2           | Mexikó             |              |            |   |                  |                  | Egyesült Államok | Egyesült Államok | 1 (2)         |               |       |       |
|  | B2           | Costa Rica         | 0            |            |   |                  |                  | Egyesült Államok | Egyesült Államok | 1 (2)         |               |       |       |
|  | B2           | Costa Rica         | 0            |            |   | Panama           | Panama           | 1 (3)            |                  |               |               |       |       |
|  |              |                    |              |            |   | Panama           | Panama           | 1 (3)            |                  |               |               |       |       |

### Negyeddöntők
| 2015. július 18. 17:00 (23:00) |

| Egyesült Államok                                                     | 6–0               | Kuba |
| -------------------------------------------------------------------- | ----------------- | ---- |
| Dempsey 4' 64' (11-esből) 78' Zardes 15' Jóhannsson 32' Gonzalez 45' | (4–0) Jegyzőkönyv |      |

| M&T Bank Stadion, Baltimore Nézőszám: 37 994 Játékvezető: Henry Bejarano (Costa Rica-i) |

| 2015. július 18. 20:00 (2:00) |

| Haiti | 0–1               | Jamaica   |
| ----- | ----------------- | --------- |
|       | (0–1) Jegyzőkönyv | Barnes 7' |

| M&T Bank Stadion, Baltimore Nézőszám: 37 994 Játékvezető: César Ramos (mexikói) |

| 2015. július 19. 16:30 (22:30) |

| Trinidad és Tobago                                                      | 1–1 (h. u.)                 | Panama                                                                   |
| ----------------------------------------------------------------------- | --------------------------- | ------------------------------------------------------------------------ |
| K. Jones 53'                                                            | (0–1, 1–1, 1–1) Jegyzőkönyv | Tejada 36'                                                               |
| Büntetőpárbaj                                                           |                             |                                                                          |
| Guerra Bateau J. Jones Williams K. Jones Abu Bakr Cyrus Boucaud Peltier | 5–6                         | R. Torres G. Torres Davis Arroyo Cooper Cummings Quintero Pérez Pimentel |

| MetLife Stadium, East Rutherford Nézőszám: 74,187 Játékvezető: Héctor Rodríguez (hondurasi) |

| 2015. július 19. 19:30 (1:30) |

| Mexikó                     | 1–0 (h. u.)                 | Costa Rica |
| -------------------------- | --------------------------- | ---------- |
| Guardado 120+4' (11-esből) | (0–0, 0–0, 0–0) Jegyzőkönyv |            |

| MetLife Stadium, East Rutherford Nézőszám: 74,187 Játékvezető: Walter López (guatemalai) |

### Elődöntők
| 2015. július 22. 18:00 |

| Egyesült Államok | 1–2               | Jamaica                 |
| ---------------- | ----------------- | ----------------------- |
| Bradley 47'      | (0–2) Jegyzőkönyv | Mattocks 30' Barnes 35' |

| Georgia Dome, Atlanta Nézőszám: 70,511 Játékvezető: Ricardo Montero (Costa Rica-i) |

| 2015. július 22. 21:00 |

| Panama                   | 1–2 (h. u.)                 | Mexikó                                       |
| ------------------------ | --------------------------- | -------------------------------------------- |
| R. Torres 57' Tejada 25′ | (0–0, 1–0, 1–2) Jegyzőkönyv | Guardado 90+10' (11-esből) 105+1' (11-esből) |

| Georgia Dome, Atlanta Nézőszám: 70,511 Játékvezető: Marc Geiger (amerikai) |

### Bronzmérkőzés
| 2015. július 25. 16:00 |

| Egyesült Államok                           | 1–1 (h. u.)                 | Panama                           |
| ------------------------------------------ | --------------------------- | -------------------------------- |
| Dempsey 70'                                | (0–0, 1–1, 1–1) Jegyzőkönyv | Nurse 55'                        |
| Büntetőpárbaj                              |                             |                                  |
| Jóhannsson Dempsey Johnson Bradley Beasley | 2–3                         | R. Torres Arroyo Cooper Cummings |

| PPL Park, Chester Játékvezető: Óscar Moncada (hondurasi) |

### Döntő
| 2015. július 26. 19:30 |

| Jamaica      | 1–3               | Mexikó                              |
| ------------ | ----------------- | ----------------------------------- |
| Mattocks 78' | (0–1) Jegyzőkönyv | Guardado 31' Corona 46' Peralta 60' |

| Lincoln Financial Field, Philadelphia Játékvezető: Joel Aguilar (salvadori) |

| A 2015-ös CONCACAF-aranykupa győztese |
| ------------------------------------- |
| · Mexikó · 10. cím                    |